# Neuenhof (Argovie)
Pour les articles homonymes, voir Neuenhof.
Neuenhof est une commune suisse du canton d'Argovie, située dans le district de Baden.

Photo aérienne (1957).

## Patrimoine bâti
- Pont couvert de Wettingen-Neuenhof, pont en bois de 1818.